# Glass Marcano
Glass Marcano, née Gladysmarli Del Valle Vadel Marcano, à San Felipe au Venezuela en 1995,,, est une cheffe d'orchestre vénézuélienne.
Elle doit sa formation musicale à El Sistema, programme d'éducation musicale vénézuélien permettant une intégration sociale de jeunes défavorisés.

## Biographie

### Études
Née dans une famille pauvre de l'État de Yaracuy, Glass Marcano commence ses études musicales à l'âge de 4 ans. Son instrument de musique est le violon. À 8 ans, elle entre au Conservatoire de musique Mescoli White Star, où elle apprend le solfège, poursuit ses cours de violon et joue dans un orchestre d'enfants. L'année suivante, elle devient membre de l'orchestre de jeunes de San Felipe dirigé par Diego Guzmán. En janvier 2006, elle intègre l'Orchestre symphonique du Yaracuy et l'orchestre de jeunes Sinfónica de la Juventud Yaracuyana. C'est à la tête de cet orchestre qu'elle fait sa première expérience de direction pendant une tournée en Colombie en 2012.
Comme Rafael Payare, Domingo Hindoyan et Gustavo Dudamel avant elle, elle intègre en 2013 le programme d'éducation musicale El Sistema initié par José Antonio Abreu,. Elle commence les études de direction en 2013 avec Teresa Hernandez à l'école d'El Sistema, et avec Alfredo Rugeles (es) à l'Université nationale expérimentale des Arts (Unearte) à Caracas. Elle se perfectionne avec Rodolfo Saglimbeni (es), Pablo Catellanos, Miguel Ángel Monrroy, David Cukber et Dick van Gasteren (nl). 
Après son arrivée en France en 2020, elle s'inscrit en direction au Conservatoire à rayonnement régional de Paris. 
Elle a également étudié le droit à l'Université centrale du Venezuela.

### Récompenses
Glass Marcano est distinguée par le Prix spécial de l'orchestre (le Paris Mozart Orchestra) au concours La Maestra de Paris en septembre 2020.

Les circonstances dans lesquelles elle a pu participer à cette compétition internationale alors qu'elle était vendeuse de fruits à Caracas, rendues encore plus compliquées par le contexte de pandémie de Covid-19, ont été largement relatées par les médias : 

« Quand j’ai vu « concours réservé aux femmes » j’ai dit wow. C’est la première fois de l’histoire qu’il y a un concours uniquement destiné aux femmes. Mais il y avait un problème, les frais pour s’inscrire au concours, 150 euros, je ne les avais pas. Dans notre pays, en ce moment, le salaire minimum est de 2,5 dollars. Ma vie se divise entre mes études de droit, la direction d'orchestre, mais aussi mon travail dans un commerce familial, qui est un magasin de fruits dans l’État où j’habite. Je suis retournée dans mon village et j’ai décidé de faire une campagne pour collecter de l’argent afin de réunir les 150 euros,,,,,,,,. »

### Carrière
En 2018, elle est nommée cheffe de l'Orchestre symphonique des jeunes du conservatoire Simón Bolívar. Elle se produit aussi avec d'autres orchestres du Venezuela, la Juventud Barloventeña, l'orchestre régional Antonio José de Sucre, l'Orchestre symphonique de l'Aragua, l'Orquesta Sinfónica Juvenil de Yaracuy, l'Orchestre symphonique des jeunes de Valencia, l'Orchestre symphonique du Carabobo, l'Orchestre symphonique de Mérida…
Après sa prestation remarquée à La Maestra, elle est invitée par Claire Gibault à diriger une série de concerts avec son Paris Mozart Orchestra ; elle est engagée comme assistante par François-Xavier Roth à Cologne et Maxime Pascal à Lille, ainsi que par Marin Alsop pour ses master classes en vidéo. Elle s'intègre au projet Démos de la Philharmonie de Paris.
Glass Marcano se produit avec l'ensemble instrumental Le Balcon au Festival de la fondation Singer-Polignac, sans public, le 14 novembre 2020.
Ses débuts européens en concert symphonique se font les 5 et 6 février 2021 avec l'Orchestre de la région Centre-Val de Loire à l’Opéra de Tours. Le 24 février 2021, elle dirige l'Orchestre national de Lyon dans le final de la Symphonie no 4 de Tchaïkovski au cours de la cérémonie des Victoires de la musique classique en direct sur France 3. En juin 2021, âgée de 24 ans, elle est nommée par Laurent Campellone cheffe principale invitée à l'Orchestre symphonique Région Centre-Val de Loire.